# Gyula Gere (Radsportler)
Gyula Gere (* 1912; † April 1984) war ein ungarischer Radrennfahrer und nationaler Meister im Radsport, der auch als Trainer tätig war.

## Sportliche Laufbahn
Im Jahr 1933 nahm Gere an einem nationalen Sporttalentwettbewerb teil, wo er als Radrennfahrer seinen ersten Sieg erringen konnte. Danach wurde er Mitglied des Sportvereins Postás SE, bei dem
er sofort gute Ergebnisse erzielte. Später wechselte er zum Verein Csepel SC.
Ab Mitte der 1930er Jahre war er mehrfach Mitglied der Nationalmannschaft. Im Straßenradsport siegte er 1935 im Rennen Košice–Tatry–Košice. 1939 gewann er das 524 Kilometer lange Zweitagesrennen Budapest–Košice–Budapest und wurde im selben Jahr Fünfter in der Polen-Rundfahrt. Im Jahr 1942 wurde er Erster beim zweitägigen Rennen um den Balaton. In der heimischen Ungarn-Rundfahrt wurde er 1942 Zweiter hinter Ferenc Barvik, 1943 Zweiter hinter István Liszkay und 1949 belegte er den 4. Rang. 
Gere gewann einen nationalen Titel im Bahnradsport 1946. Er siegte in der Meisterschaft in der Mannschaftsverfolgung gemeinsam mit Ferenc Pelvássy und Gyula Csikós.
Nach seiner aktiven Zeit als Radrennfahrer war er ab 1951 als Trainer für den Verein Csepeli Vasas wie auch für die Nationalmannschaft tätig.
Gere ist im Alter von zweiundsiebzig Jahren gestorben und wurde am 24. April 1984 auf dem Friedhof in Csepel beerdigt.